# 宮古路豊後掾
宮古路豊後掾（みやこじぶんごのじょう・1660年－ 1740年）は、江戸時代中期の浄瑠璃の太夫。京都の生まれ。都国太夫半中、都路国太夫、宮古路豊後、宮古路豊後掾橘盛村とも。
浄瑠璃（三味線音楽・語り物）の1つである豊後節の創始者で、師に一中節始祖の都一中。劇的というよりは情緒的、歌謡本位の艶のある芸風であり、京都、名古屋、そして江戸で人気を博した。後輩育成にも熱心で、高弟に宮古路文字太夫（常磐津節始祖）、弟子に宮古路加賀太夫（新内節始祖）、宮古路園八（宮園節始祖）、宮古路繁太夫（繁太夫節始祖）、宮古路志妻太夫、宮古路数馬太夫、宮古路綱太夫、宮古路豊太夫、宮古路島太夫、宮古路国太夫（林弥）などがおり、現存する8種類の浄瑠璃のうち6種類と関連が深く、その中でも一中節をのぞく5種類（常磐津節・富本節・清元節・宮園節・新内節）の浄瑠璃を輩出した点で、日本音楽史上とても重要な場所に位置している。
これら豊後節から派生した浄瑠璃は豊後系浄瑠璃と呼ばれており、常磐津節・富本節・清元節は合わせて豊後三流、これに新内節を加えて豊後四流とも呼ばれている。あまりの人気に豊後節は禁止令などが発令され、舞台出演禁止、稽古禁止などの厳しい弾圧を受けた。扇情的な詞章や語り口が、頻繁に起きた武士階級の子息令嬢の心中事件と関係づけられたのが原因と言われているが、一説では尾張藩の徳川宗春と親交があり、享保の改革を出した徳川吉宗との対立が、少なからず豊後節弾圧に関係しているというものもある。また、豊後掾の髪形や長羽織を真似る文金風が一世風靡したと言われているが、年齢を考慮すると「文金風」も「豊後節弾圧」も高弟である宮古路文字太夫（のちの初代常磐津文字太夫）によるところが大きいという。
宮古路豊後掾は1740年に没したあと、1746年に高弟であり養子でもある初代常磐津文字太夫によって浅草寺に供養、慰霊碑が建立されている（戒名は還国院誉本自性居士）。また、1975年には折口信夫によって「文金風流」という名で戯曲化もされている。

## 豊後節の特徴
- 豊後節「睦月連理椿（むつきれんりのたまつばき）」が出世作であり、最高傑作と言われている。創作された新作は少なく、豊後節の段物集「宮古路月下の梅（江戸版）」「宮古路窓の梅（大阪版）」に収録されている作品の多くは、義太夫節の世話浄瑠璃（近松門左衛門作）から道行部分を抜粋し豊後節になおしたものである。豊後掾の創作した作品には「寿の門松」「三度笠相合駕籠道行」「頼光四天王大江山道行」「与作小まん夢路の駒」などがあり、いずれも近松門左衛門が筆をとっている。
- 豊後節は一中節をことごとくやわらげたものであり、劇的というより情緒的で煽情的、セリフより美しい歌謡本位の行き方に主眼がおかれ、一中節よりもはるかに艶がある憐情たっぷりのものであった[4]。一口に軟派の代表とされる豊後節ではあるが、宮古路豊後掾の豊後節と、高弟である文字太夫の豊後節とでは性質が異なり、前者は原作の俯瞰的な語り手の立場を主体とし、詞章（歌詞）に寄りかかって語っていたもので、後者は恋情を語るという点では前者と同じだが、複数の世界や趣向を絡めた複雑な筋立てとなっており、演出も派手であったという。この後者の「劇性の高さ」は歌舞伎伴奏に適したのちの常磐津節へとつながり、従来の豊後節の特徴であり宮古路豊後掾自身が目指した「感性に訴えるような曲節」を受け継いだのが新内節である。
- 当時の狂歌に『河東裃、外記袴、半田羽織に義太股引、豊後かはいや丸裸』と他流の愛好者が豊後節大弾圧を揶揄したものがあるが、これは却って、いかに豊後節が隆盛していたのかを示している。また、この様に言われたのは豊後節が常磐津節へと変貌しつつある段階のことは明らかなので、その隆盛に対する嫉妬の矛先は豊後掾ではなく宮古路文字太夫であったと推察できる[5]。
- 享保7年（1722年）に、心中の流行を危惧した幕府により心中物（男女相対死）の上演が禁止された。それでも上方で人気を博し窮地を乗り越えることができたのは「語り口を工夫し、既成作品を活かす」といった豊後節（国太夫節・半中節）の特徴が挙げられる。

## 文金風
- 文金風については「元文より町人の羽織丈け長くなるは上るり太夫都古路に始るなり（我衣）」「豊後節の流弊次第に淫風に移りて遊市俗人の風俗あらぬものに成行て髪も文金風とてわげの腰を突立、元結多く巻いて巻髪の毛を下より上へかきあげ月代のきはにて巻こみてゆひたり、衣装對尺の羽織を著長きひもを先にちひさく結び、下駄の歯にかゝるようにして、腰の物は落しざしにさし懐手して駒下駄はきて市中をぶらぶら歩行たり（賤のをた巻）」「髪の毛逆だって髪のまげが頂上に上がり眉毛ぬけて業平に似たり羽織はがふして地を掃ひ～浄瑠璃より身振りを第一とまなび小したゝるい風俗して飛あるく輩もおほく、あまつさへ女があられもない羽織で脇差迄さした奴も折節見ゆるぞかし」と酷評で、のちの豊後節弾圧に少なからず影響したものだったが、その反面大衆に広く浸透し、それまで辰松島田と言われていた髪型を「文金島田」と呼び変えさせてしまうほどの大流行だった。これは元文元年に改鋳した小判「真文字金」を略して文金といったものだが、同じころ豊後節で人気を博した宮古路文字太夫の名に通じることから、この様な髪形や服装を文金風と呼ぶようになった。この名を含む文金高島田は、女性の髪の結い方である高島田の変形のうちで比較的早くに誕生し、最も格の高いものとされる。特に根が高いものは武家の女性に結われ、町娘や京阪の芸妓遊女にも好んで結われた。現在でも白無垢の花嫁に結われている髪型である。

## 年譜
- 万治3年（1660年）－京都に生まれる。のちに都太夫一中に師事する。
- 享保元年（1716年）－都国太夫半中と号す。徳川吉宗の享保の改革が始まる。
- 享保3年（1718年）－竹本座で「博多小女郎浪枕」を語り、国太夫節・半中節と言われ人気を博す。
- 享保7年（1722年）－歌舞伎外題に「山崎与次兵衛半中節」と書かれるほどの影響力を見せる。そのあと心中の流行を危惧した幕府により心中物（男女相対死）の上演が禁止された。
- 享保8年（1723年）－師である都太夫一中が没し、都路国太夫と改名して独立する。
- 享保15年（1730年）－宮古路豊後と改名し豊後節を創始する。
- 享保16年（1731年）－江戸で豊後節が風紀上好ましくないとされ禁止される。名古屋では徳川吉宗と将軍職を争った七代藩主徳川宗春により景気高揚策がとられ、遊郭や芝居小屋が多く新設される。
- 享保17年（1732年）－江戸に下り「八百屋お七・吉祥院の場」で大好評を得る。高弟である宮古路文字太夫を伴い、名古屋に進出する。
- 享保18年（1733年）－日置村畳屋喜八と飴屋町花村屋遊女小さんが名古屋闇の森（くらがりのもり）で心中事件を起こす。
- 享保19年（1734年）－正月。闇の森の心中事件を題材とした出世作「睦月連理椿（＝おさん伊八名古屋心中・おさん伊八道行）」で大好評を得る。同年に文字太夫（当時は宮古路右膳）を名古屋に残してさらに江戸に進出する。播磨座で「睦月連理椿」を演じ好評を受け、掾号を受領して宮古路豊後掾橘盛村となる。
- 享保20年（1735年）－江戸中村座で「睦月連理椿」が上演、爆発的な人気を得る。宮古路文字太夫も上方から下り、合流する。
- 元文元年（1736年）－高弟・宮古路文字太夫の「小夜中山浅間嶽（市村座）」が北町奉行稲生下野守の命で興行中止となる。「宮古路浄瑠璃太夫共芝居興行の儀ハ苦しからず、宅にて稽古不相成と被仰渡（歌舞伎年表）」との沙汰が出される。9月には芝居出勤は許されるが、自宅稽古は禁じられる。
- 元文2年（1737年）－豊後掾が「茜染野中の隠井」を最後に京に帰る。以降は京阪の劇場で活躍する。
- 元文3年（1738年）－30人近くの武士階級の妻や娘が心中ないし家出をし、その中には北町奉行稲生下野守の娘も含まれていた。
- 元文4年（1739年）－江戸町奉行水野勝彦（備前守）によって、浄瑠璃太夫の名を出すこと、稽古場の看板をあげること、文金風を真似ること、などが禁止され、文字太夫を筆頭とした豊後節の浄瑠璃太夫が非常に厳しい大弾圧を受ける。
- 元文5年（1740年）－9月1日、没。

## 代表作

### 都国太夫時代
- 「寿の門松（近松門左衛門作）」
- 「三度笠相合駕籠道行（近松門左衛門作）」
- 「丹波与作夢路の駒（近松門左衛門作）」
- 「酒呑童子」
- 「頼光四天王大江山道行」
- 「小春髪結」
- 「此頃草」
- 「二重帯名残屋結」

### 宮古路国太夫時代
- 「都鳥伊勢物語（都万太夫座）」
- 「山崎与次郎兵衛半中節（嵐山右衛門座）」
- 「傾城亥刻鐘」
- 「双紋刀銘月」

### 宮古路豊後時代
- 「松竹梅根本曽我（市村座）」
- 「睦月連理玉椿」
- 「伝授の雲龍」